# Thomas Baines (Maler)

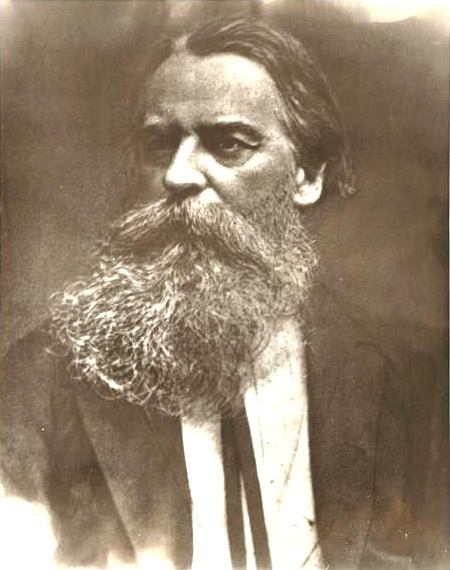
Porträt von Thomas Baines, um 1860 (National Library of Australia)

John Thomas Baines (* 27. November 1820 in King’s Lynn, England; † 8. Mai 1875 in Durban, Südafrika) war ein englischer Künstler und Forschungsreisender. Er bereiste hauptsächlich die britischen Kolonien, das südliche Afrika und Australien.

## Leben
Geboren in King’s Lynn, Norfolk, lernte Thomas Baines bereits in jungen Jahren bei einem Maler. Inspiriert von George French Angas (1822–1886) und William Cornwallis Harris (1807–1848) verließ er mit 22 Jahren an Bord der Olivia, deren Kapitän ein Freund der Familie war, England in Richtung Südafrika und arbeitete in Kapstadt als Landschafts- und Porträtmaler. Bereits zu dieser Zeit unternahm er erste Expeditionen ins Gebiet des heutigen Namibia und Botswana. In den ersten zwei Jahren des achten Grenzkrieges der Briten gegen die Xhosa (1850 bis 1853) arbeitete er als Maler für die britische Armee.

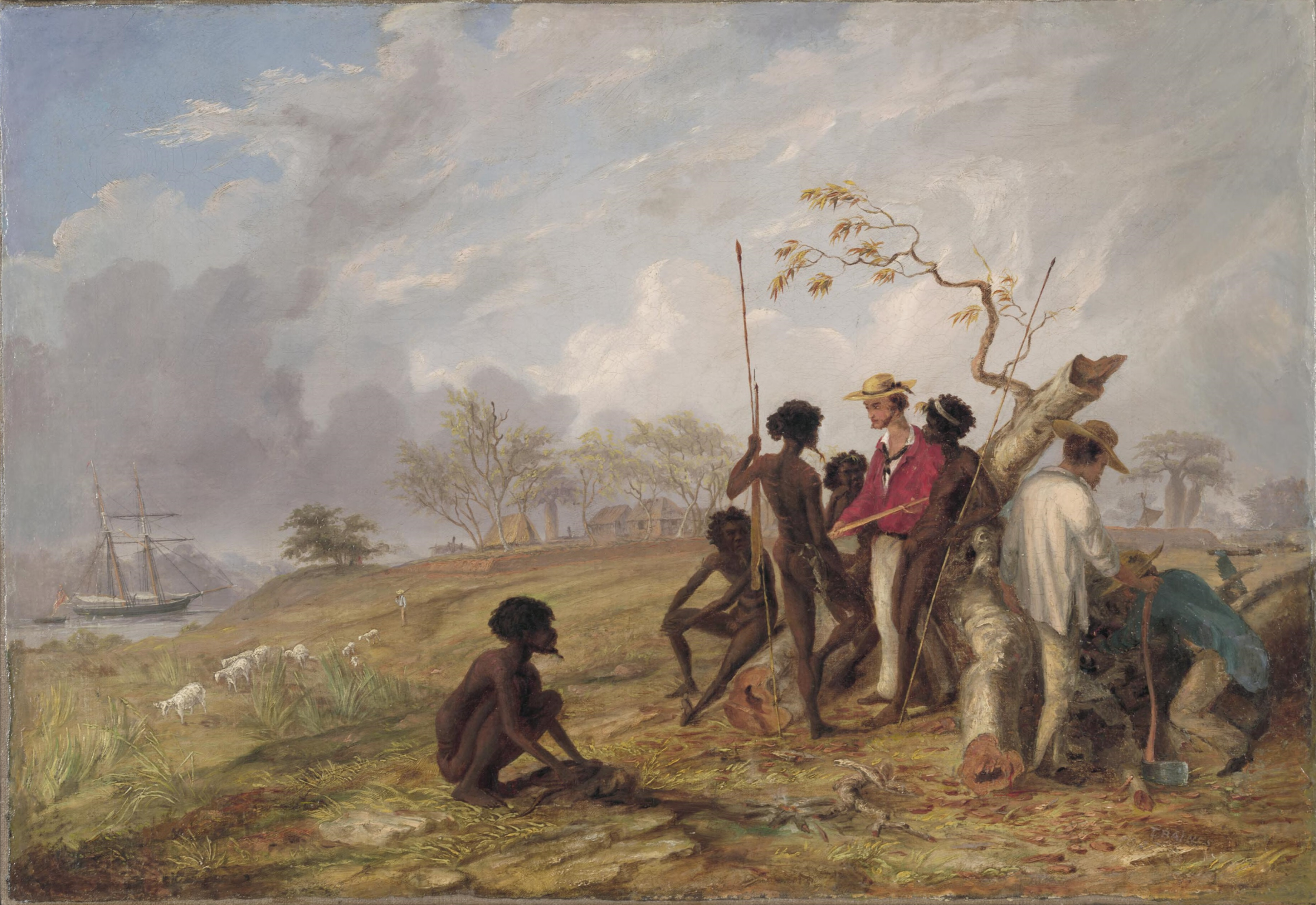
Thomas Baines, Thomas Baines mit Aborigines nahe der Mündung des Victoria River, 1857: Öl auf Leinwand; 45 × 65,5 cm. National Library of Australia.

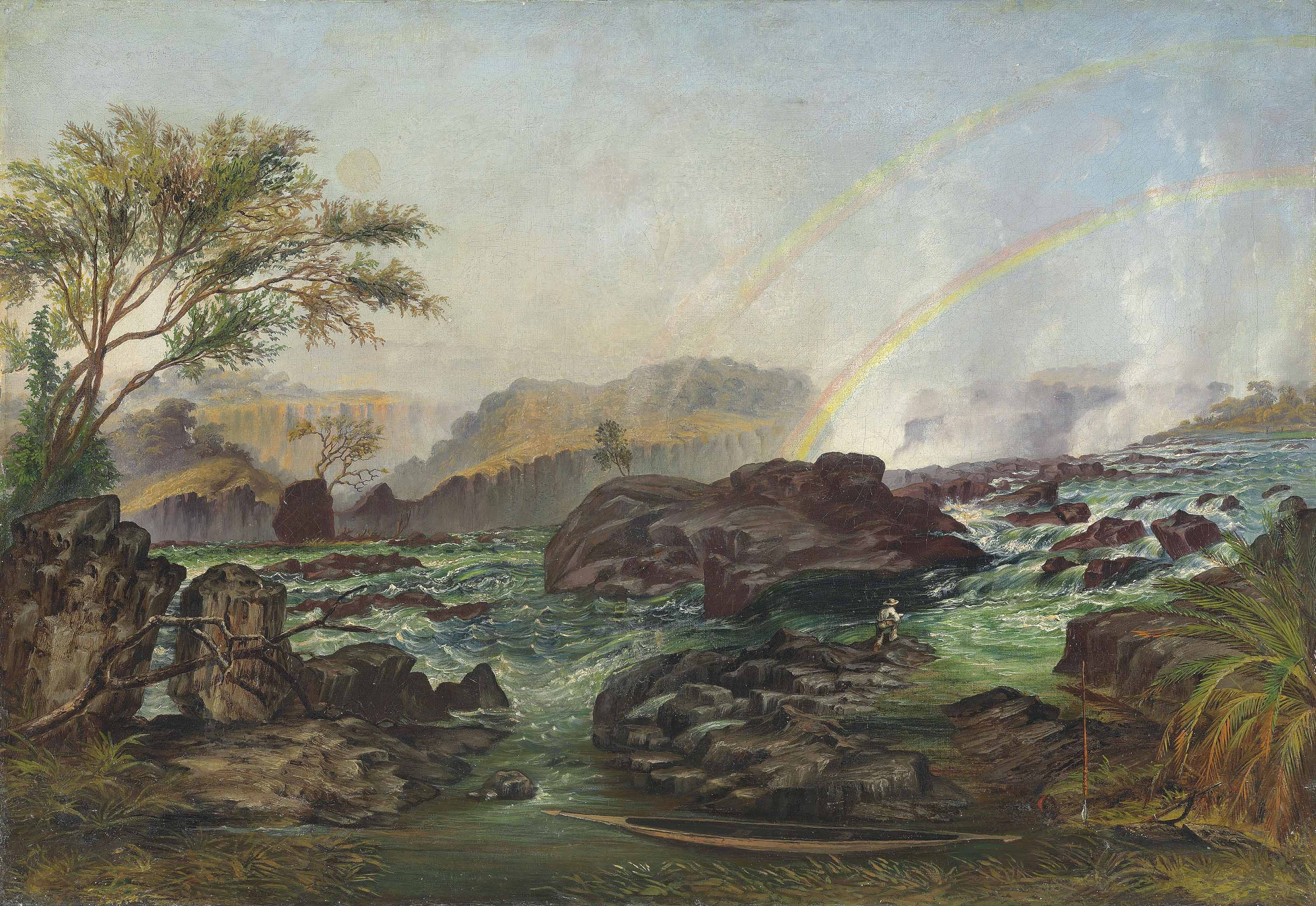
Victoriafälle am Sambesi, Öl auf Leinen, April 1864

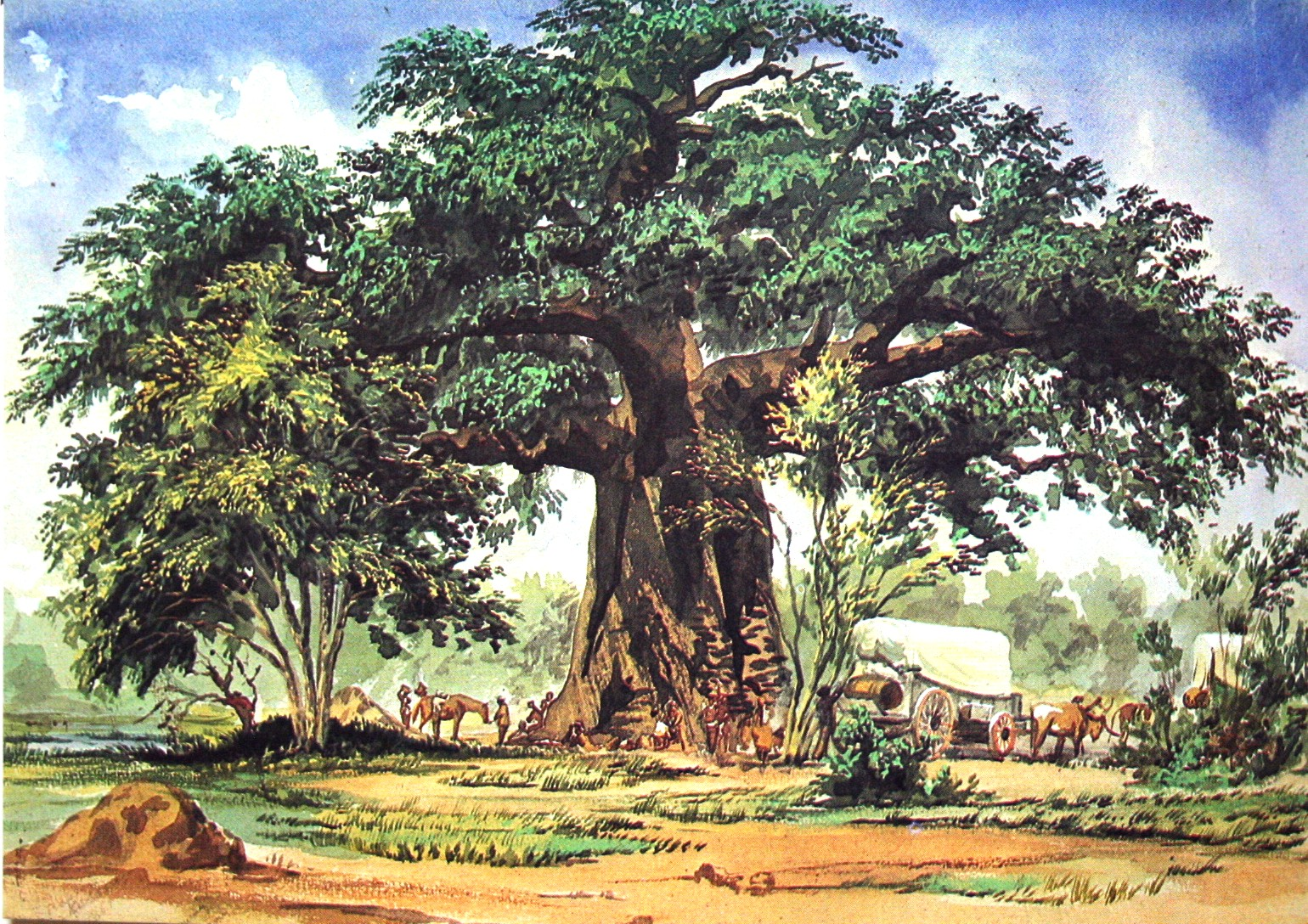
Thomas Baines, Baobab Tree. Wasserfarben, 29. Dez. 1861

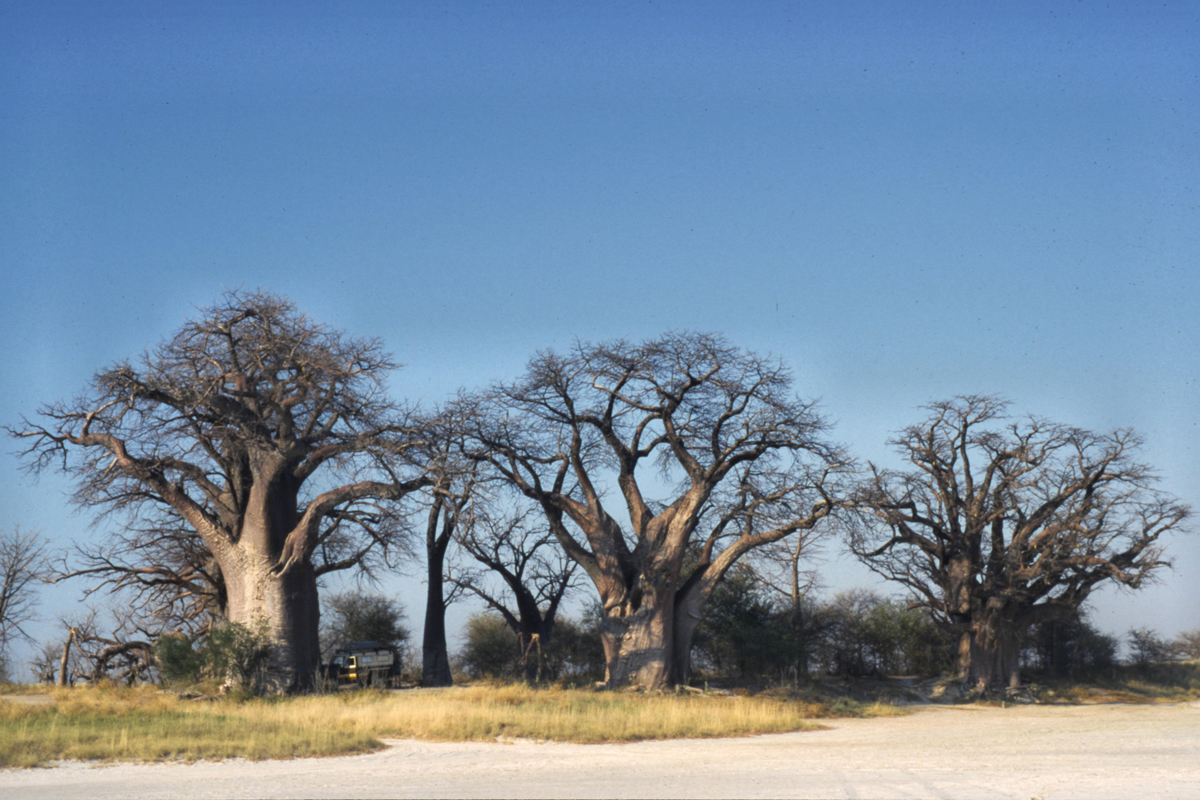
Baines Baobabs im Nxai-Pan-Nationapark, 1998

1852 kehrte Baines in seine Heimatstadt zurück, wo er seine Werke ausstellte und seine Erfahrungen in Vorlesungen weitergab. Er besuchte die Royal Geographical Society, um mit Geografen wie John Arrowsmith (1780–1873) über seine Erfahrungen aus seinen Reisen zu diskutieren.
Im Jahr 1855 schloss sich Baines Augustus Gregory an und begleitete ihn bis 1857 auf eine von der Royal Geographical Society gesponserten Expedition durch Nordaustralien als Maler und Materialverwalter. Ziel der Expedition war die Erkundung des Victoria River im Northern Territory zwecks Feststellung auf Eignung für koloniale Besiedlung. Seine Tätigkeit im Rahmen der North Australian Expedition war der Höhepunkt in seinem Leben. Als Dank und Ehrung für sein Mitwirken während der Expedition wurden der Mount Baines und der Baines River nach ihm benannt.
Nach seiner Rückkehr aus Australien wurde Thomas Baines Mitglied der Royal Geographical Society. 1858 begleitete Baines David Livingstone auf seiner Expedition entlang des Sambesi und war damit einer der ersten Europäer, die die Victoriafälle sahen. Allerdings endete die Zusammenarbeit mit Livingstone in einem Debakel, als er ungerechtfertigt des Diebstahls bezichtigt und nach Kapstadt zurückgeschickt wurde.
Von 1861 bis 1862 unternahm Baines zusammen mit James Chapman eine Expedition durch das Gebiet des heutigen Botswana und Namibia. 1861 malte er im Gebiet des heutigen Nxai-Pan-Nationalparks eine Gruppe von Baobabs, die heute noch existieren und Baines Baobabs genannt werden. 1864 begab er sich erneut auf eine Expedition in den Südwesten Afrikas. 1869 führte er eine Expedition auf der Suche nach Gold ins Mashonaland (heute zu Simbabwe gehörend). 1871 erhielt Baines von Matabele-König Lobengula eine Konzession zur Suche nach Gold in der Region zwischen Gweru und des Hunyani Rivers.
Thomas Baines starb 1875 im Alter von 55 Jahren in Durban (Kolonie Natal) an Dysenterie. In der südafrikanischen Provinz Ostkap wurde zu seinen Ehren ein Naturschutzgebiet, das Thomas Baines Nature Reserve, nach ihm benannt. Gleiches gilt für den Baines-Nunatak in der Antarktis.

## Werke
Thomas Baines ist bekannt für seine detaillierten Gemälde und Skizzen von Landschaften und dem Leben in den Kolonien. Viele seiner Bilder sind heute in der National Library of Australia, den National Archives of Zimbabwe, dem National Maritime Museum in Greenwich, der Brenthurst Library in Johannesburg und bei der Royal Geographical Society in London zu finden.

## Schriften
- Explorations in South-West Africa: being an account of a journey in the years 1861 and 1862 from Walvisch Bay, on the Western Coast to Lake Ngami and the Victoria Falls (London: Longman, Green, Longman, Roberts, & Green, 1864).
- The gold regions of south eastern Africa (London: Edward Stanford, 1877).
- J.P.R. Wallis (ed.), The northern goldfields diaries of Thomas Baines (London: Chatto & Windus, 1946).